# Фанурије Родоски
Фанурије Родоски, Фанурије са Родоса (грч. Αγιος Φανουριος - Свети Фанурије; 3. век) - светитељ Грчке православне цркве - сматра се заштитником острва Родос; име Фануриус значи „откривање“ (показивање, показивање). Један од најпоштованијих светитеља Грчке.
Одлика овог светитеља је одсуство писаних података о његовом животу, пореклу, тексту његовог житија, као и одсуство моштију. Једини извор информација су печати на икони светог Фанурија која се налази у истоименом храму у главном граду острва Родос, граду Родосу. Распрострањено поштовање светитеља у Грчкој повезано је са стицањем ове иконе и потоњим чудесима чињеним молитвама светог Фанурија.

## Набавка иконе
У 16. веку острво Родос су освојили Турци Османлије. Освојивши га, обновили су зидине града, порушене током опсаде и бројних битака, за шта су користили камење суседних порушених објеката. Приликом рашчишћавања рушевина откривена је мала црква и многе иконе у њој. Слој боје на иконама био је толико оштећен да није било могуће видети ни лица ни натписе. Али међу иконама радници су нашли слику која је била у савршеном стању. То је, по речима верника, био доказ да до иконе није дошло случајно, већ Божјом вољом.

## Икона
У време уклањања рушевина, митрополит Родоса Нил био је у Старом граду. Био је сведок откривања иконе. Након што је прочитао натпис на икони – „Свети Фанурије“, митрополит је схватио да је стекао лик заборављеног ранохришћанског светог мученика, римског војника, могуће официра или војног заповедника. Свети Фанурије је на икони приказан обучен у војнички оклоп, са крстом у руци. Запаљена свећа над крстом. По ободу иконе, у складу са древним предањем, налази се 12 печата који приказују муке светитеља, који сведоче да је био велики и храбри хришћански мученик: приказан је светитељ који даје одговор судији, затим усред гомиле војника који су га тукли камењем по лицу и глави; у следећој сцени светитељ лежи на земљи, а војници га бичују бичевима, затим му се месо гвозденим ексерима раздире; даље, велики мученик је приказан како лежи на земљи, претучен од војника; затим у затворској ћелији, па опет стоји пред престолом тиранина, захтевајући да Фанурије принесе жртву римским боговима. Затим су светитеља везали за точак, спаливши га упаљеним свећама; у другој сцени он стоји неповређен међу дивљим зверима; у следећем лежи на земљи, а мучитељи су на њега ставили огроман камен. Даље, великомученик је приказан како стоји пред идолима са запаљеним угљем у рукама; Сатана плаче иза њега. На следећој слици, свети ратник стоји у запаљеној пећи и подиже руке ка небу.
Подаци о родитељима Св. Фанурија није сачувана. Постоји легенда према којој је мајка светитеља била грешница - али ова информација није потврђена ничим.

## Храм Великомученика Фанурија на острву Родос
Храм светог Фанурија налази се у главном граду острва, граду Родосу, у Старом граду у истоименој улици Светог Фанурија у јужном делу Родоса. Саграђен је у касновизантијском периоду у 13. веку у виду слободног крста са куполом и накнадно дограђеним предворјем у западном делу.
Коме је био посвећен првобитни храм из 13. века, у витешко време, остаје непознато. Поново је освећена 1946. године, по завршетку Другог светског рата. Током овог периода, раније изгубљене цркве враћене су православним општинама.
Рестауратори су открили три различита слоја фресака. Прва, датована у прву половину 13. века, налази се у олтарском делу, друга – 1335/6. по целој цркви и у припрати. Други слој очигледно понавља мотиве првог. Трећи слој вероватно потиче из средине 15. века.
Фреске последњег слоја су очуване и рестауриране током поправке у оквиру рестаураторских радова које је спровела италијанска археолошка служба током окупације острва од стране Италије током итало-турског рата.
Сматра се да је иконографски програм првог слоја платио филантроп, представник градске аристократије. Настао је од стране зрелог уметника, под утицајем иконописачке традиције Мале Азије, посебно Никејске.
У другом слоју интересантна је проширена верзија Другог доласка, која се налази изнад лукова са обе стране врата.
И поред лоше очуваности живописа, црква Светог Фанурија је занимљив пример средњовековне цркве са комплетним иконографским програмом.
Главна светиња храма је чудотворна икона Великомученика и Чудотворца Фанурија.